# Данілевський Олексій Борисович
Олексі́й Бори́сович Даніле́вський (Данилевський) — полковник Збройних сил України.

## З життєпису
В 2017 році — перший заступник начальника ГУ СБ України у Києві та Київській області — керівник Координаційної групи Антитерористичного центру.
Станом на березень 2019 року — начальник управління, Генеральний штаб Збройних Сил України.

## Нагороди та вшанування
- Указом Президента України № 878/2019 від 4 грудня 2019 року за «особисті заслуги у зміцненні обороноздатності Української держави, мужність і самовіддані дії, виявлені у захисті державного суверенітету та територіальної цілісності України, зразкове виконання військового обов'язку» нагороджений орденом Данила Галицького[3].